# Chądzyny-Kuski
Chądzyny-Kuski – wieś sołecka w Polsce położona w województwie mazowieckim, w powiecie mławskim, w gminie Strzegowo.
| SIMC    | Nazwa       | Rodzaj    |
| ------- | ----------- | --------- |
| 0126570 | Szymańczyki | część wsi |

W latach 1975–1998 miejscowość administracyjnie należała do województwa ciechanowskiego.